# بیگاری (ترانه)
«بیگاری» (انگلیسی: Labour) ترانه‌ای از خواننده و ترانه‌پرداز انگلیسی، پاریس پالوما است که در ۲۴ مارس ۲۰۲۳ منتشر شد. این ترانه تک‌آهنگ آغازین نخستین آلبوم استودیویی او با نام کاکفنی‏ (۲۰۲۴) است. متن ترانه توسط پالوما نوشته شده است. «بیگاری» به‌عنوان یک سرود اعتراضی توصیف شده است که به نابرابری جنسیتی در ساختارهای اجتماعی می‌پردازد.

## آهنگسازی
«بیگاری» یک بالاد در سبک ایندی فولک و آلترناتیو فولک است. این ترانه با تنظیمی آکوستیک، شامل گیتار و گیتار بیس و همراهی گروهی از خوانندگان پس‌زمینه اجرا می‌شود. مضمون ترانه به رابطه‌ای ناسالم و آزاردهنده می‌پردازد که در آن، نیازهای عاطفی خواننده نادیده گرفته شده و تحت سلطهٔ انتظارات شوهرش برای انجام کارهای عاطفی و فیزیکی قرار می‌گیرد.
این ترانه به تاریخچهٔ کار خانگیِ بدون دستمزد زنان، به ویژه خانه‌داری و فرزندپروری می‌پردازد و انتظارات پدرسالارانه از زنان در چارچوب ازدواج را به چالش می‌کشد. ترانه همچنین مفاهیمی چون ناتوانی عمدی برای طفره رفتن از مسئولیت و چرخهٔ سوءاستفاده را بررسی می‌کند.